# Wybory powszechne w Gibraltarze w 2003 roku
Wybory powszechne w Gibraltarze odbyły się 28 listopada 2003 roku. Wybory wygrała partia Petera Caruana, Socjaldemokraci Gibraltaru (GSD), zdobywając ponad 50% wszystkich głosów oraz 8 z 15 możliwych mandatów.

## Wyniki
| Partie                                          | Głosy                                           | %                                               | Mandaty |
| ----------------------------------------------- | ----------------------------------------------- | ----------------------------------------------- | ------- |
| Socjaldemokraci Gibraltaru                      |                                                 | 51.5                                            | 8       |
| Socjalistyczna Partia Pracy Gibraltaru          |                                                 | 39.7                                            | 5       |
| Liberalna Partia Gibraltaru                     | 2                                               | 39.7                                            |         |
| Inne                                            |                                                 | 8.8                                             | -       |
| Wybrani z urzędu (usunięte w nowej konstytucji) | Wybrani z urzędu (usunięte w nowej konstytucji) | Wybrani z urzędu (usunięte w nowej konstytucji) | 2       |
| Łącznie (frekwencja %)                          |                                                 |                                                 | 17      |